# Albert Ritchie
Pour les articles homonymes, voir Ritchie.
Albert Cabell Ritchie, né à Richmond (Virginie) le 29 août 1876, décédé à Baltimore (Maryland) le 24 février 1936, était un homme politique américain. Membre du Parti démocrate, il fut procureur général du Maryland entre 1915 et 1919, puis le 49e gouverneur du Maryland entre 1920 et 1935. Il se présenta comme candidat démocrate à l'élection présidentielle en 1924 et 1932, sans être choisi.

## Biographie
Albert Ritchie naît le 29 août 1876 à Richmond (Virginie dans une famille assez distinguée. Son père, Albert, a été membre de la Convention constitutionnelle du Maryland en 1867, comme professeur de droit à l'université du Maryland de Baltimore, City Solicitor de Baltimore et juge. Sa mère, Elizabeth Caskie Cabell, descend d'un gouverneur de Virginie et de Joseph Cabell, un proche collaborateur de Thomas Jefferson.
Ritchie s'installe à Baltimore avec sa famille peu après sa naissance et commence ses études dans des écoles privées. Il est bachelier de l'Université Johns-Hopkins en 1896 et obtient son Doctor of Laws à l'école de droit de l'université du Maryland en 1898. Après un passage dans la cabinet d'avocats Steele, Semmes, Carey and Bond en 1900, il est nommé en 1903 Assistant City Solicitor de Baltimore. La même année, il fonde son propre bureau avec Stuart S. Janney. Ritchie sert comme solicitor jusqu'en 1910 et conserve son cabinet d'avocats avec Janney jusqu'en 1919. En 1907, Ritchie est nommé professeur de droit à l'école de droit de l'université du Maryland.
En 1907, Ritchie épouse Elizabeth Catherine Baker, de Catonsville. Cependant, en juin 1916, Baker demande le divorce pour abandon du domicile conjugal, Ritchie l'ayant quittée pour vivre avec sa mère en 1910. Ce dernier n'a pas contesté la demande, et le divorce a été conclu peu après. Ritchie ne s'est jamais remarié et n'a eu aucun enfant.
Le 1er juillet 1910, Ritchie est nommé People's Counsel à la Public Service Commission de Baltimore. Dans ces fonctions, il s'est distingué par sa lutte contre la baisse des prix du gaz et de l'électricité pour les habitants de Baltimore, ce qui a entraîné des économies annuelles de 500 000 dollars. Ritchie a démissionné le 16 février 1913 et repris ses activités d'avocat, où il a combattu une compagnie locale d'électricité pour produire du gaz de qualité inférieure. La Public Service Commission a pris parti pour Ritchie dans cette affaire, ce qui a permis de dégager 200 000 dollars d'économies supplémentaires par an pour les habitants de Baltimore.

## Résultats électoraux
| Année | Poste      |  | Candidat              | Parti     | Votes   | Pourcentage |  | Opposant            | Parti       | Votes   | Pourcentage |
| ----- | ---------- |  | --------------------- | --------- | ------- | ----------- |  | ------------------- | ----------- | ------- | ----------- |
| 1919  | Gouverneur |  | Albert Cabell Ritchie | Démocrate | 112,240 | 50,04 %     |  | Harry Nice          | Républicain | 112,075 | 49,96 %     |
| 1923  | Gouverneur |  | Albert Cabell Ritchie | Démocrate | 177,871 | 56,41 %     |  | Alexander Armstrong | Républicain | 137,471 | 43,59 %     |
| 1926  | Gouverneur |  | Albert Cabell Ritchie | Démocrate | 207,435 | 58,34 %     |  | Addison Mullikin    | Républicain | 148,145 | 41,66 %     |
| 1930  | Gouverneur |  | Albert Cabell Ritchie | Démocrate | 283,639 | 56,67 %     |  | William Broening    | Républicain | 216,864 | 43,33 %     |
| 1934  | Gouverneur |  | Albert Cabell Ritchie | Démocrate | 247,664 | 49,39 %     |  | Harry Nice          | Républicain | 253,813 | 50,61 %     |